# 花唄 (GReeeeNの曲)
「花唄」（はなうた）は、GReeeeNの12枚目のシングル。2011年6月22日にNAYUTAWAVE RECORDSから発売された。

## 概要
前作「遥か」から約2年ぶりの新曲。初回限定版には、「花唄」のMUSIC CLIPを収録したDVDが同梱されている。

## 収録曲
（全作詞･作曲：GReeeeN、編曲：JIN）
1. 花唄 [3:57]
  - テレビ東京系『JAPAN COUNTDOWN』6月度エンディングテーマ
  - MUSIC CLIPに、JUN SKY WALKER(S)のドラマーである小林雅之が出演している。
2. every [4:20]
  - アサヒビール『アサヒ一番麦』『企業広告 ともに、明日へ』CMソング
3. PRAY [4:59]
インストゥルメンタル曲

## 収録アルバム
- 歌うたいが歌うたいに来て 歌うたえと言うが 歌うたいが歌うたうだけうたい切れば 歌うたうけれども 歌うたいだけ 歌うたい切れないから 歌うたわぬ!?（#1,2）
- 今から親指が消える手品しまーす。（#2、初回盤Bのみ収録）
- C、Dですと!?（#1,2）
- ALL SINGLeeeeS 〜& New Beginning〜（#1）